# Nitor subrugata
Nitor subrugata är en snäckart som först beskrevs av Reeve 1852.  Nitor subrugata ingår i släktet Nitor och familjen Helicarionidae. Inga underarter finns listade i Catalogue of Life.